# Ladislav Pejačević
Ladislav Pejačević (ur. 5 kwietnia 1824 w Sopronie, zm. 7 kwietnia 1901 w Našicach) – chorwacki polityk, ban Chorwacji w latach 1880–1883.

## Życiorys
Był slawońskim właścicielem ziemskim, posiadał znaczny majątek w Našicach i był jednym z najbogatszych chorwackich arystokratów. Ukończył prawo na Uniwersytecie w Peczu. W 1844 roku rozpoczął służbę urzędniczą. Wyznawał poglądy unionistyczne. W 1867 roku uzyskał mandat do chorwackiego parlamentu. Był członkiem Hrvatskiej regnikolarnej deputaciji, która ze strony chorwackiej negocjowała warunki ugody węgiersko-chorwackiej.
W 1880 roku został banem Chorwacji, zastępując Ivana Mažuranicia. Był nazywany banem-kawalerem, ponieważ zrezygnował z pobierania pensji za pełnienie funkcji. Za jego rządów Pogranicze Wojskowe (chorw. Vojna krajina) zostało zjednoczone z Trójjedynym Królestwem Chorwacji, Slawonii i Dalmacji. Odnowiono także porozumienie finansowe z Węgrami. Wystąpiły także tarcia polityczne związane z węgierskim osadnictwem w Chorwacji. Z funkcji bana zrezygnował w 1883 roku na znak protestu przeciwko umieszczaniu dwujęzycznych tablic w zagrzebskich urzędach, co łamało postanowienia o języku chorwackim jako jedynym języku urzędowym Chorwacji.
Był ojcem polityka Teodora Pejačevicia i dziadkiem kompozytorki Dory Pejačević. W latach 1909–1946 jeden z zagrzebskich placów, obecnie nazwany Britanski trg, nosił na jego cześć nazwę Pejačevićev trg.